# Marek Kąpa
Marek Kąpa (ur. 5 września 1958 w Zabrzu) – polski piłkarz ręczny występujący na pozycji obrotowego, trener.

## Życiorys
W wieku 14 lat został zawodnikiem MGKS Mikulczyce/Rokitnica, gdzie występował jako piłkarz, a także jako rozgrywający w drużynie juniorów i seniorów. Na początku 1973 roku za sprawą Ryszarda Gnota przeszedł do Pogoni Zabrze, a w 1975 roku zadebiutował w I lidze. Po zakończeniu szkoły został zatrudniony jako górnik, mimo to nigdy nie pracował w kopalni. Z Pogonią zdobył srebrny i brązowy medal mistrzostw Polski juniorów. W sezonach 1975/1976 i 1978/1979 zdobył wraz z klubem wicemistrzostwo Polski. Był kapitanem drużyny, która w latach 1989–1990 zdobyła mistrzostwo kraju. Ponadto trzykrotnie zdobył Puchar Polski. Karierę zawodniczą zakończył w 1991 roku.
Był asystentem trenera Pogoni Zabrze, a w 1995 roku zastąpił Janusza Szymczyka na stanowisku pierwszego trenera klubu. W 1998 roku zrezygnował z pracy w charakterze trenera. W 2000 roku został szkoleniowcem drużyny Pogoni, występującej wówczas jako MOSiR Zabrze. W sezonie 2001/2002 awansował z tym klubem do ekstraklasy. W czerwcu 2004 roku został zastąpiony na stanowisku trenera MOSiR przez Zygfryda Tobolewskiego, a w styczniu 2005 roku ponownie objął funkcję trenera klubu. W 2008 roku został zastąpiony przez Roberta Nowakowskiego. W 2011 roku został trenerem Viretu Zawiercie, z którym uzyskał awans do I ligi. W lipcu 2012 roku zrezygnował z pracy w klubie. W listopadzie 2012 roku wspólnie z Cezarym Winklerem rozpoczął prowadzenie drużyny Powen Zabrze w miejsce Bogdana Zajączkowskiego. W 2013 roku nowym trenerem zabrzańskiego klubu został Patrik Liljestrand. W październiku 2015 roku Kąpa został asystentem trenera Mariusza Jurasika w Górniku Zabrze, a po zwolnieniu Jurasika objął obowiązki Jurasika jako tymczasowy szkoleniowiec. Następnie był asystentem Ryszarda Skutnika.

## Życie prywatne
Żonaty, ma dwóch synów. Jego syn Lesław jest piłkarzem ręcznym.